# تاکاتسوکاسا آتسوکو
تاکاتسوکاسا آتسوکو (به ژاپنی: 鷹司 任子 たかつかさ あつこ)، تولد ۸ اکتبر ۱۸۲۳ - مرگ ۱۰ ژوئیه ۱۸۴۸ - اولین همسر توکوگاوا ایه‌سادا بود که بعداً سیزدهمین شوگون از شوگون‌سالاری ادو شد، این ازدواج زمانی که هنوز شوهرش «آیه شو» 家祥 نامیده می‌شد.
او بیست و سومین دختر نایب‌السلطنه تاکاتسوکاسا ماساهیرو بود و توسط برادرش، نایب‌السلطنه تاکاتسوکاسا ماسامیچی، به فرزندی پذیرفته شد. نام اصلی او آریکون بود. نام معبد تنشین است.
در ۱۵ نوامبر ۱۸۲۸، او با ایه‌وشی ازدواج کرد و در ۱۵ سپتامبر ۱۸۳۱، وارد ارگ داخلی قلعه ادو شد. آنها در ۶ نوامبر ۱۸۴۱ به نیشی-اومارو نقل مکان کردند و مراسم عروسی آنها در ۲۱ نوامبر (۲ ژانویه ۱۸۴۲) برگزار شد. از آن پس، آنها «اورنچوساما» نامیده شدند.
او در ۱۰ ژوئن ۱۸۴۸ در سن ۲۶ سالگی (۲۵ سالگی) بر اثر آبله درگذشت. او در معبد زوجوجی به خاک سپرده شد.
سال بعد، ایه‌شی با هیدکو، چهاردهمین دختر صدراعظم ایچیجو تادایوشی، ازدواج کرد و او را به خانواده‌اش افزود، اما دختر او نیز بیمار شد و شش ماه بعد درگذشت. سه سال پس از اینکه او شوگون شد و نام خود را به ایه‌سادا تغییر داد، کیکو (تنشوئین آتسوهیمه)، دخترخوانده نایب‌السلطنه کونوئه تاداهیرو از قلمرو ساتسوما، را به خانه خود پذیرفت.